# Kato Nobuhiro
Nobuhiro Kato (加藤 順大 Katō Nobuhiro, sinh ngày 11 tháng 12 năm 1984) là một cầu thủ bóng đá người Nhật Bản. Anh thi đấu cho Omiya Ardija.

## Thống kê sự nghiệp
Cập nhật đến ngày 23 tháng 2 năm 2018.

### Câu lạc bộ
| Câu lạc bộ          | Mùa giải            | Giải vô địch | Giải vô địch | Cúp Hoàng đế Nhật Bản | Cúp Hoàng đế Nhật Bản | J. League Cup | J. League Cup | AFC     | AFC       | Tổng    | Tổng      |
| Câu lạc bộ          | Mùa giải            | Số trận      | Bàn thắng    | Số trận               | Bàn thắng             | Số trận       | Bàn thắng     | Số trận | Bàn thắng | Số trận | Bàn thắng |
| ------------------- | ------------------- | ------------ | ------------ | --------------------- | --------------------- | ------------- | ------------- | ------- | --------- | ------- | --------- |
| Urawa Red Diamonds  | 2003                | 0            | 0            | 0                     | 0                     | 0             | 0             | -       | -         | 0       | 0         |
| Urawa Red Diamonds  | 2004                | 0            | 0            | 0                     | 0                     | 0             | 0             | -       | -         | 0       | 0         |
| Urawa Red Diamonds  | 2005                | 0            | 0            | 0                     | 0                     | 0             | 0             | -       | -         | 0       | 0         |
| Urawa Red Diamonds  | 2006                | 0            | 0            | 0                     | 0                     | 1             | 0             | -       | -         | 1       | 0         |
| Urawa Red Diamonds  | 2007                | 0            | 0            | 0                     | 0                     | 0             | 0             | 0       | 0         | 0       | 0         |
| Urawa Red Diamonds  | 2008                | 0            | 0            | 0                     | 0                     | 1             | 0             | 0       | 0         | 1       | 0         |
| Urawa Red Diamonds  | 2009                | 0            | 0            | 0                     | 0                     | 0             | 0             | -       | -         | 0       | 0         |
| Urawa Red Diamonds  | 2010                | 0            | 0            | 0                     | 0                     | 6             | 0             | -       | -         | 6       | 0         |
| Urawa Red Diamonds  | 2011                | 26           | 0            | 1                     | 0                     | 5             | 0             | -       | -         | 32      | 0         |
| Urawa Red Diamonds  | 2012                | 34           | 0            | 2                     | 0                     | 3             | 0             | -       | -         | 39      | 0         |
| Urawa Red Diamonds  | 2013                | 25           | 0            | 1                     | 0                     | 2             | 0             | 6       | 0         | 34      | 0         |
| Urawa Red Diamonds  | 2014                | 0            | 0            | 0                     | 0                     | 6             | 0             | -       | -         | 6       | 0         |
| Omiya Ardija        | 2015                | 37           | 0            | 2                     | 0                     | -             | -             | -       | -         | 39      | 0         |
| Omiya Ardija        | 2016                | 19           | 0            | 0                     | 0                     | 2             | 0             | -       | -         | 21      | 0         |
| Omiya Ardija        | 2017                | 21           | 0            | 2                     | 0                     | 3             | 0             | -       | -         | 26      | 0         |
| Tổng cộng sự nghiệp | Tổng cộng sự nghiệp | 162          | 0            | 8                     | 0                     | 29            | 0             | 6       | 0         | 205     | 0         |

## Danh hiệu

### Câu lạc bộ
Urawa Red Diamonds
- J. League Division 1: 1

2006
- Cúp Hoàng đế Nhật Bản: 2

2005, 2006
- J. League Cup: 1

2003
- Giải vô địch bóng đá các câu lạc bộ châu Á: 1

2007
- Siêu cúp Nhật Bản: 1

2006
Omiya Ardija
- J. League Division 2: 1

2015